# 第2海兵歩兵落下傘連隊
第2海兵歩兵落下傘連隊（だいにかいへいほへいらっかさんれんたい、2e régiment parachutiste d'infanterie de marine：2e RPIMa）は、レユニオンサン＝ピエリに駐屯する、南インド洋管区フランス軍（FASZOI）隷下のフランス陸軍の空挺連隊である。
兵種は歩兵、伝統的区分は海兵隊である。

## 沿革
- 1947年：第2植民地コマンド落下傘大隊が編成される。第一次インドシナ戦争に参加。
- 1950年：第2植民地コマンド落下傘群に改編。
- 1951年：第2植民地落下傘大隊に改編。
- 1956年：第2次中東戦争、ポートサイドの戦いに参加。
- 1958年：第2海兵落下傘連隊に改編される。
- 1962年：連隊は解隊される。
- 1965年：マダガスカルにおいて再編成される。
- 1990年：コモロに派遣。
- 1994年：ルワンダ紛争に派遣。
- 1995年：再びコモロに派遣。

## 最新の部隊編成
- 連隊本部
- 本部管理中隊
- 整備中隊
- 総合地区中隊
- 第1中隊
- 第2中隊
- 第3中隊

### 定員
- 連隊の人員構成は、約600名からなる。

## 連隊の任務
連隊は、フランスの海外県の主権確保、同地域の国民及び権益の保護（火災やサイクロン警戒など災害対策、住民対立に対する抑止力も含む）、軍の海外展開における拠点として一定の整備能力及び環境適応訓練が実施できるようにすることである。（特に、東南アジア、インド洋沿岸及び中部アフリカに対する緊急展開）
また、レユニオン地域の若者のフランス国家への同化を促進する教育機関としての役割もある。

## 主要装備
- GIAT BM92-G1
- FA-MAS
- FR-F2
- AAT-F1
- AA-52
- 12.7mm重機関銃
- LLR 81mm迫撃砲
- ERYX
- ミラン
- VAB
- P4
- TRM 2000